# タイ王国政府総合庁舎
座標: 北緯13度53分00秒 東経100度34分00秒 / 北緯13.883256度 東経100.566616度
タイ王国政府総合庁舎（タイ語:ศูนย์ราชการเฉลิมพระเกียรติ 80 พรรษา 5 ธันวาคม 2550、英語:The Government Complex Commemorating His Majesty The King's 80th Birthday Anniversary, 5th December, BE 2550（2007））は、タイ王国バンコクにある政府総合庁舎。正式名称は、『仏歴2550年12月5日国王陛下御年80歳記念政府総合庁舎』であるが、非常に長い正式名称のため、「タイ政府総合庁舎」、「チェンワッタナ通りの政府総合庁舎」、「タイ政府新総合庁舎」などと呼ばれる。2008年から供用開始。

## 概要
タイ王国政府総合庁舎は、タイ政府省庁が入居するバンコク都内の総合庁舎。2005年から建設が始まり、2008年に供用された。庁舎は財務省管轄のタナーラック資産開発公社が管理している。「スーン・ラーチャガーン・ヂェーンワッタナ」で通じる。

## 立地
- バンコク　ラックシー区　トゥンソーンホーン地区、ヂェーンワッタナ通り ムー･3　120（120 หมู่ที่ 3 ถนนแจ้งวัฒนะ แขวงทุ่งสองห้อง เขตหลักสี่ กรุงเทพฯ 10210）

(バンコク北部、ドンムアン空港西にあり、アクセスが難しい。タクシーもしくはバスを用いる。)

## 施設
A棟、会議場、B棟の3棟から構成される。2009年10月から入国管理局がB棟に移転している。 